# Фредеріка Кароліна Саксен-Кобург-Заальфельдська
Фредеріка Кароліна Саксен-Кобург-Заальфельдська (нім. Friederike Caroline von Sachsen-Coburg-Saalfeld, 24 червня 1735 — 18 лютого 1791) — принцеса Саксен-Кобург-Заальфельдська з династії Веттінів, донька герцога Саксен-Кобург-Заальфельду Франца Йозіаса та принцеси Шварцбург-Рудольштадтської Анни Софії, перша дружина маркграфа Бранденбург-Ансбаського Карла Александра.

## Біографія
Народилась 24 червня 1735 року у Кобурзі. Була сьомою дитиною та четвертою донькою в родині принца Саксен-Кобург-Заальфельдського Франца Йозіаса та його дружини Анни Софії Шварцбург-Рудольштадтської. Мала старшу сестру Шарлотту Софію та братів Ернста Фрідріха, Йоганна Вільгельма і Крістіана Франца. Інші діти померли в ранньому віці до її народження. Згодом сімейство поповнилося молодшим сином Францем Йозіасом.
У 1745 її батько успадкував Саксен-Кобург-Заальфельд від свого єдинокровного брата Крістіана Ернста, який помер, не залишивши нащадків.
У 19 років була видана заміж за спадкоємного принца Бранденбург-Ансбаху Карла Александра, свого однолітка. Весілля пройшло 22 листопада 1754 року в Кобурзі. Шлюб, організований батьком нареченого, був укладений з династичних причин і виявився нещасливим. Хоча Фредеріка Кароліна вважалася доброчесною, ніжною та побожною жінкою, яка займалася благодійністю, але їй не вистачало жвавості, аби надати світським розвагам свого чоловіка ту чарівність, яка могла б привести його у захват. Дітей у подружжя не було. За словами біографа Карла Александра, Арно Штеркеля, принц знаходив дружину потворною, неосвіченою та нудною.

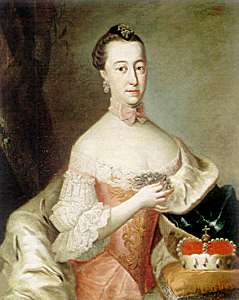
Портрет Фредеріки Кароліни пензля невідомого майстра

У серпні 1757 року її чоловік став правлячим маркграфом Бранденбург-Ансбаху, а сама вона — маркграфинею-консортом. Втім, хоча основною резиденцією подружжя вважався Ансбахський палац, Карл Александр віддавав перевагу життю у мисливській резиденції Трісдорф. У 1769 році він додав до своїх володінь маркграфство Байройт.
Після того, як його матір померла у лютому 1784 року, Карл Олександр дарував у червні дружині амт і замок Унтершванінген, де раніше мешкала Фредеріка Луїза. З приводу приїзду маркграфині у замок 25 червня 1784 року священник і поет Йоганн Крістоф Ценкер написав лікуючу пісню. Згодом Фредеріка Кароліна протегувала йому.
Пішла з життя у замку Унтершванінгена 18 лютого 1791 року. Була похована у церкві святого Гумберта в Ансбаху.
30 жовтня 1791 року Карл Александр одружився зі своєю багаторічною коханкою Єлизаветою Крейвен, а 2 грудня підписав зречення від престолу і надалі мешкав в Англії як приватна особа. Бранденбург-Ансбаьке князівство та Байройтське князівство відійшли Прусському королівству.